# Musangwe
La lutte Musangwe est un sport de combat sud-africain pratiqué par les Vendas, un peuple d'Afrique australe. Les techniques de combat utilisées sont  : coups de poing, coups de tête, gifles aux oreilles, coups de genoux, etc,,